# Júlio César da Silva (escritor)
Júlio César da Silva (Xiririca, 23 de dezembro de 1872 — São Paulo, 15 de julho de 1936) foi um poeta brasileiro e Bacharel pela Faculdade de Direito de São Paulo (turma de Azevedo Cruz e Alphonsus de Guimaraens) em 1895.

## Biografia
Filho de Miguel Luso da Silva, comerciante e cartorário, e Cecília Isabel da Silva, professora, veio ainda menino residir na capital paulista juntamente com sua irmã, Francisca Júlia, que mais tarde viria a ser tornar a maior poetisa do parnasianismo brasileiro.
Ainda cursando a Faculdade de Direito publicou o seu primeiro livro de poesias, Estalactites, livro de cunho parnasiano, escrito entre 1891 e 1892. Veio a público no ano seguinte, em 1893. Nessa mesma época sua irmã Francisca Júlia da Silva estreava no periódico A Semana, de Valentim Magalhães, no Rio de Janeiro (por intermédio da fama conquistada no Correio Paulistano) e, devido à perfeição dos versos, muitos acreditavam que se tratava de Raimundo Correia usando um pseudônimo de mulher. Foi Júlio César que, mediante carta enviada a Max Fleuiss, esclareceu o mal entendido.
Em 1895 publica Sarcasmos, seu 2º livro de poesias, dessa vez sustentando o cunho simbolista pela qual o poeta penderia mais tarde após dedicar-se, quase que com exclusividade, aos preceitos parnasianos. Os jornais e revistas do tempo falam sempre dele, trazem-lhe o retrato e a caricatura, e por essa época - companheiro de Wenceslau de Queiroz, Carvalho Aranha, Jacques D'Avray - foi "simbolista no verso e no vestuário", disse dele Adolfo Araújo, foi "frade no mosteiro de Verlaine", apesar de ter escrito antes versos parnasianos.
Teve uma mocidade bastante aventurosa. Depois de ter tentado a vida eclesiástica, largou tudo para trabalhar num circo onde, como atleta e acrobata, viajou por todo o Brasil, andou por Buenos Aires e Montevidéu. Foi elemento de destaque nas rodas literárias e na boêmia que marcou a vida intelectual da Pauliceia, nos últimos anos do século XIX. Passados os Alegres anos da juventude, fixou-se afinal como Funcionário da Prefeitura de São Paulo. Nessa época conheceu Monteiro Lobato, de quem se tornou amigo íntimo.
A parceria com sua irmã Francisca Júlia surgiu ao prefaciar, em 1899, o Livro da Infância, resultando mais tarde na publicação de Alma Infantil em 1912, livro de versos que saiu pelas Livrarias Magalhães e obteve grande repercussão nas escolas públicas do estado por ter sido grande parte da edição adquirida e vulgarizada pelo Secretário do Interior, na época, o Dr. Altino Arantes. Francisca, por sua vez, recusou-se a ingressar na Academia Paulista de Letras em 1909 porque não desejava entrar sem o irmão.
Sua primeira e única comédia em verso escrita, em 1915, foi Morte de Pierrot, representada pela primeira vez no Teatro Carlos Gomes do Rio de Janeiro, em 14 de Junho de 1917.
Contribuiu como crítico literário para a editora de Monteiro Lobato, que publicou, em 1921, Arte de Amar, livro composto durante uma enfermidade do poeta após a morte de sua irmã. Foi escrito em pouco menos de um mês, na versão com que foi pela primeira vez publicado, e é o que o nome indica, um preceituário amoroso, segundo o precedente ovidiano. Ao contrário do esperado, o livro alcançou grande popularidade e caiu no gosto do público a ponto de, em questão de meses, esgotarem-se todas as edições.
Desde então a obra tem tido várias edições: ainda em 1961 foi dada a público pela Companhia Editora Nacional (sem especificação ordinal). Atualmente inclui, além desse livro, poesias extraídas dos livros anteriores e a Morte de Pierrot.
Júlio César faleceu em São Paulo capital no dia 15 de julho de 1936, aos 63 anos de idade.

## Estilo Literário
Júlio César da Silva, como sua irmã, cultivou o Parnasianismo e também, aleatoriamente, o Simbolismo, embora este de modo mais insinuado que ostensivo e em proporção, portanto, que não basta para deslocá-lo de entre os parnasianos.
Antes de tudo prezava a língua e o verso, a ponto de Vicente de Carvalho julgar que este revelava fartura impecável e, a linguagem, riqueza sem pompa. E acrescentava, a propósito da publicação de Arte de Amar (1921), que nesse livro as ideias e os sentimentos fulgiam e ressoavam através de versos cristalinos - transparentes e sonoros: parnasianamente, pois.
Cuidando do mesmo livro, advertia Breno Ferraz que "Júlio César soube tirar do elemento popular, para a sua poesia, elevada e pura, considerável material, a que deu o mais fino torneio e lavor. Um relance pelas suas páginas e logo nos fere a sua sintaxe castiça com um sabor vernáculo tão pronunciado que o identifica com a fase proverbial de rifões e ditados, que são a cristalização idiomática, mais que a sintaxe da sabedoria das gentes".

## Obras
- 1893 - Estalactites
- 1895 - Sarcasmos
- 1899 - Prefácio do Livro da Infância (Francisca Júlia da Silva)
- 1912 - Alma Infantil (com Francisca Júlia da Silva)
- 1915 - Morte de Pierrot (comédia em verso)
- 1921 - Arte de Amar - 1º ed. (255 pgs)
- 1924 - Arte de Amar - 2º ed. ampliada (298 pgs)
- 1925 - O Diabo Existe (contos)
- 1925 - Conceitos e Pensamentos de Machado de Assis
- Contribuiu para diversos periódicos da época publicados pela Editora Monteiro Lobato & Cia.